# جزر في المجرى
جزر في المجرى رواية من تأليف الكاتب الأمريكي الحاصل على جائزة نوبل في الآداب إرنست همنغواي. نُشِرت الرواية للمرة الأولى في عام 1970، وهي أولى أعماله الفنِّية المنشورة بعد وفاته، وثاني أعماله بعد «وليمة متنقلة» التي نُشِرت بعد وفاته. كتب همنغواي هذه الرواية في 1950، واستمرَّ في كتابتها حتى 1951، وكان همنغواي قد خطَّط لكتابة هذه الرواية حتى تزيل السمعة السيئة التي اكتسبها بعد فشل روايته الأخرى «عبر النهر وبين الأشجار». الرواية تفتقر إلى التنظيم وهي غير مكتملة، اكتشفتها زوجته ماري إلى جانب 332 عملاً آخراً لهمنغواي بعد وفاته. لم يكن همنغواي ينوي أن ينشر هذا العمل كرواية متكاملة، ربما يفسِّر هذا قلَّة التنظيم، وإنَّما قصد نشرها كثلاثة قصص منفصلة تروي حكاية «توماس هيودسون» الشخصيَّة الرئيسيَّة. عناوين القصص الثلاثة كانت: «البحر صغيراً» و«البحر غائباً» و«البحر كائناً»، ثُمَّ تمَّ تعديل هذه العناوين لتصير عناوين الفصول التالية: «بيميني» و«ميامي» و«في البحر».

## الشخصيات
الشخصيات الرئيسية
- توماس هادسون: فنان أمريكي يعيش في جزر الباهاماس، وهو الشخصية المحورية في الرواية. يتميز بالانعزال والانغماس في العمل، ويحمل داخله حزنًا دفينًا بسبب علاقاته العائلية ومآسي الحرب. يظهر في الرواية كأب مخلص، حزين، وممزق داخليًا.
- توم: الابن الأكبر لهادسون من زواجه الأول. يتمتع بشخصية ناضجة وحساسة، ويبدو أنه الأقرب إلى والده من الناحية الفكرية. يُقتل لاحقًا خلال الحرب العالمية الثانية.
- ديفيد: الابن الأوسط من زواجه الثاني. مرح ومحب للنقاش، يبرز في الرواية بخفة ظله وروحه الطفولية. يُقتل في حادث سير مع أمه وأخيه الأصغر.
- أندرو (آندي): الابن الأصغر. يشبه والده في القوة البدنية والشخصية، ويملك جانبًا داخليًا معقدًا. يُقتل أيضًا في الحادث نفسه الذي أودى بحياة ديفيد وأمه.[3][4]

شخصيات ثانوية
- روجر ديفيس: كاتب وصديق مقرب من هادسون. يمثل صوتًا داخليًا أو مرآة نفسية لهادسون، ويشاركه جزءًا كبيرًا من تجاربه في الفصل الأول من الرواية.
- هونست ليل: امرأة تعمل في ملهى ليلي في هافانا، تتمتع بحكمة شعبية وتجارب عاطفية كثيرة، وتلعب دور المستمعة والمحللة في لقاءاتها بهادسون.
- بَوبي: صاحب حانة في بيميني، يمثل جانب الحياة اليومية البسيطة في الجزيرة، ويُضفي على الرواية روحًا خفيفة وإنسانية.
- ويلي: عضو في طاقم سفينة هادسون، يتمتع بخبرة بحرية، ويبرز بولائه وهدوئه في المواقف الصعبة.
- هنري وود: عضو آخر في طاقم السفينة، يعمل بتفانٍ ويؤدي دورًا مهمًا خلال العمليات ضد الغواصات.
- جينّي واتسون:الزوجة الأولى لهادسون وأم ابنه الأكبر توم. تظهر لاحقًا في الرواية بعد أن فقد هادسون أبناءه، وتلعب دورًا في إعادة الاتصال بالماضي.[3][4]

## الخلفية
في أوائل عام 1950، بدأ إرنست همنغواي العمل على ثلاثية بحرية بعنوان "ثلاثية البحر"، تتكون من ثلاثة أقسام: "البحر في زمن الشباب" (تدور أحداثها في بيميني)، و"البحر في زمن الغياب" (في هافانا)، و"البحر الحاضر" (تجري أحداثها في عرض البحر). كما كتب قصة غير منشورة بعنوان "مطاردة في البحر"، قامت زوجته ومحرره الأدبي لاحقًا بدمجها مع القصص السابقة التي تدور حول الجزر، وأعادوا ترتيبها وتسمية العمل بالكامل ليصدر بعنوان جزر في المجرى، ونُشر بعد وفاته عام 1970.

## الحبكة
تدور أحداث الرواية أساسًا في جزيرة بيميني الواقعة في جزر الباهاما، وتركز على حياة توماس هدسون، وهو فنان يواجه ماضيه وخسائره الشخصية. تتطور الحبكة من خلال تفاعل هدسون مع أبنائه الثلاثة، وانخراطه في صيد الأسماك، وتردده على حانة بوبي، حيث يتأمل في موضوعات فنية مثل نهاية العالم. تستكشف الرواية موضوعات العائلة والحب وتأثير الحرب العالمية الثانية، إذ يتلقى هدسون خبرًا مأساويًا بموت أبنائه في حادث، ويتأمل في علاقاته العاطفية المتقلبة، لا سيما مع زوجته الأولى.
تنتقل القصة من حياة هدسون الهادئة في بيميني إلى أحداث أكثر كآبة، حين يشارك في مهمة عسكرية ضد الغواصات الألمانية، يتعرض خلالها للإصابة ويواجه فكرة الموت. ومن خلال الرواية، يغوص همنغواي في تعقيدات الرجولة، ومعاناة الفنان، وحتمية الفقد. تتسم السردية بوصف دقيق للطبيعة وعالم الشخصيات الداخلي، مما يُبرز أسلوب همنغواي النثري المميز. ومع تقدم الأحداث، تصبح رحلة هدسون في البحث عن المعنى أكثر ارتباطًا بفنه وآلامه، ما يقود إلى استكشاف عميق للعلاقات الإنسانية في ظل الحرب والحزن.